# Josef Schweighofer (Mediziner)
Josef Schweighofer  (* 18. Dezember 1866 in Mureck; † 3. Februar 1928 in Salzburg) war ein österreichischer Psychiater, von 1894 bis 1898 war er Primarius bzw. Direktor der Landes-Irrenanstalt in Salzburg-Mülln, anschließend bis 1918 Direktor der Landesheilanstalt für Geistes- und Gemütskranke in Salzburg-Maxglan.

## Leben
Schweighofer besuchte das Staatsgymnasium in Graz, von 1885 bis 1890 studierte er an der Universität Graz Medizin. Seit 1888 gehörte er der Akademischen Burschenschaft Stiria Graz an. 1894 wurde er zum Primarius der Landes-Irrenanstalt Salzburg, 1896 zu deren Direktor. Nach der Errichtung der Landesheilanstalt für Geistes- und Gemütskranke leitete er auch diese Anstalt. 1918 wurde er in Folge eines drohenden Disziplinarverfahrens in den dauernden Ruhestand versetzt. In den folgenden Jahren war er als Nervenarzt, Gerichtssachverständiger und Autor tätig. Dem Rücktritt Schweighofers vom Posten des Anstaltsdirektors, mit dem er ein Disziplinarverfahren abwendete, war ein schwerer Konflikt mit dem Anstaltsverwalter mit dem gegenseitigen Vorwurf schwerer Pflichtverletzungen vorausgegangen. Schweighofer war nicht nur als Arzt in der Salzburger Anstalt, sondern auch im Forschungs-, Vortrags- und Publikationsbereich umfangreich tätig und vertrat bereits Anfang des 20. Jahrhunderts eugenische, völkische und rassistische Anschauungen.

## Werke
- Josef Schweighofer, Landes-Heilanstalt für Geistes- und Gemütskranke in Salzburg 1898–1908. Bericht über die ersten zehn Jahre des Bestehens der Anstalt, Salzburg 1909.